# Baganga
Baganga è una municipalità di prima classe delle Filippine, situata nella Provincia di Davao Oriental, nella Regione del Davao.
Baganga è formata da 18 baranggay:
- Baculin
- Banao
- Batawan
- Batiano
- Binondo
- Bobonao
- Campawan
- Central (Pob.)
- Dapnan
- Kinablangan
- Lambajon
- Lucod
- Mahanub
- Mikit
- Salingcomot
- San Isidro
- San Victor
- Saoquegue